# Tvůrčí skupina SČVU Říjen
Tvůrčí skupina SČVU Říjen byla založena v roce 1958 v Praze.

## Členové spolku
Ladislav Čepelák, Miroslav J. Černý, Jiří Dušek, Jiří Horník, Miroslav Klivar, Radomír Kolář, Karel Kolumek, Vladimír Kýn, Oldřich Oplt, Karel Pokorný, Václav Sedláček, Jan Slavíček, Karel Souček, Rudolf Svoboda, Jiří Šmíd, Václav Trefil, Vendelín Zdrůbecký

## Výstavy
- 1960 – 1. výstava tvůrčí skupiny Říjen, Galerie Mánes, Praha v (Praha, Svaz českých výtvarných umělců, 1960  [22] s. : il.)
- 1961 – 2. výstava tvůrčí skupiny Říjen, Galerie Mánes, Praha v (Praha, Svaz československých výtvarných umělců, 1961  brož. nestr. : il.)
- 1962 – výstava tvůrčí skupiny Říjen, Kulturní dům ROH, Hradec Králové
- 1963 – 10. výstava tvůrčí skupiny Říjen, Praha v